# Ансамбль танца Украины имени Павла Вирского

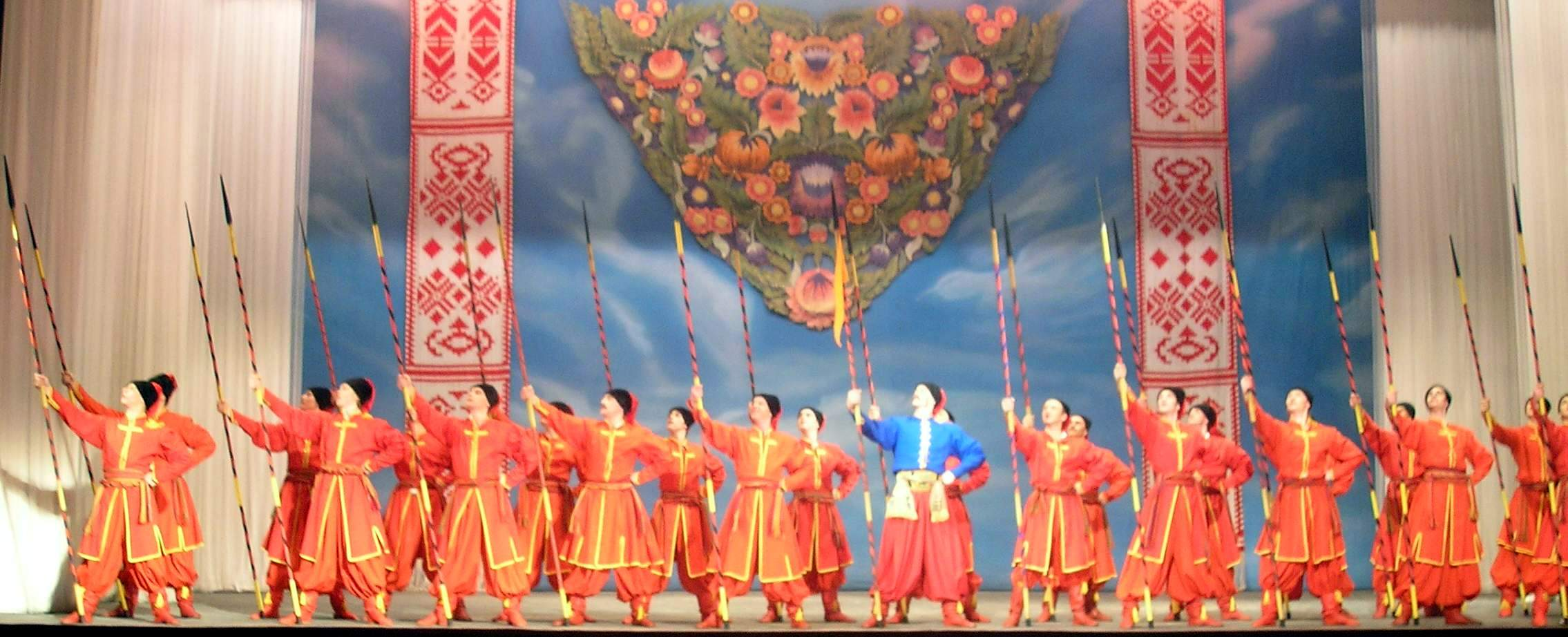
Композиция «Запорожцы»

Национальный заслуженный академический ансамбль танца Украины имени Павла Вирского (укр. Національний заслужений академічний ансамбль танцю України імені Павла Вірського) — украинский художественный профессиональный коллектив, базирующийся в Киеве.

## История
История ансамбля начинается с 1937 года. Его основателями были Павел Вирский (1905—1975) и Николай Болотов (1904—1955).
В 1940 году был реорганизован в ансамбль песни и танца Украины, в 1951 году — вновь реорганизован в Государственный ансамбль танца Украины.
Руководителем ансамбля с 1955 по 1975 годы был Павел Вирский (1905—1975, Народный артист СССР, Лауреат Государственных премий СССР и Украины), с 1975 по 1980 год главный балетмейстер
Александр Сегал (1919—2010, Народный артист УССР), с 1980 года — Мирослав Вантух (род. 1939, Герой Украины).

## Награды
- В 1959 году ансамбль был награждён Почётной грамотой Всемирного Совета Мира.
- Почётная грамота Президиума Верховного Совета РСФСР (5 июня 1969 года) — за большой вклад в развитие и укрепление взаимосвязей братских национальных культур и активное участие в проведении Декады украинской литературы и искусства в РСФСР[2].
- В этом же году за заслуги в развитии украинского хореографического искусства коллективу было присвоено почётное звание заслуженный, а в 1971 году — за высокое исполнительское мастерство — академический.
- В 1987 году коллектив ансамбля был награждён орденом Дружбы народов.